# 蔡京
蔡京（1047年2月14日—1126年8月11日），字元長，福建路興化軍仙遊縣（今福建省莆田市仙游县）人。北宋時期書法家、政治家，先后四次任宰相，掌权共达十七年之久。民间称其为“六贼”之一。

## 生平
少年美丰姿，器量宏远，工書法，少時即書法名家。熙寧三年（1070年）與弟蔡卞同科進士及第，调钱塘尉，舒州推官，累遷起居郎（階官，從六品上）。早年任地方官，後任中書舍人（階官，正五品上）。早年支持王安石變法。
元祐元年（1086年），改龍圖閣待制（職，從四品），知開封府事（差遣）。元祐更化時，司馬光盡廢王安石新法，大臣皆言不可，唯蔡京於五日內在開封府改募役為差役法，受到司馬光的稱讚。
紹聖元年（1094年）任戶部尚書（職事官，從二品），章惇秉政，蔡京积极赞助章惇，恢复免役法。宋徽宗時，無端受彈劾奪職，罷為端明殿（職，正三品）、龍圖閣兩學士，知太原府事，皇太后命帝留京畢史事。逾數月，諫官陳瓘論其交通近侍，瓘坐斥，京亦出知江寧府事，蔡京此時對宋朝官場風氣黑暗頗為失望，遷延不之官。御史陳次升、龔夬、陳師錫交論其惡，奪職，提舉洞霄宮（祠祿官），閑居杭州，後結交童貫以重新受用，擢右正言（職事官，從七品），知定州事。
崇寧元年（1102年），徙大名府，並排擠掉韓忠彥，復用為翰林學士承旨（職事官，正三品），後拜尚書左丞（職事官，正二品）。二年正月，進尚書右僕射（宰相，正一品），崇寧二年（1103年）正月，進尚書左僕射（宰相，正一品），累轉司空（加官，三公，正一品），封嘉國公（爵，國公，從一品）。五年，進司空、開府儀同三司（文階，第一階，從一品）、安遠軍節度使（階官，從二品），改封魏國公，大觀元年，復拜左僕射。以南丹納土，躐拜太尉（加官，三公，正一品），受八寶，拜太師（加官，三師，正一品）。為相期間，設“西城括田所” 貢獻花石綱。蔡京改革茶法，在荊湖、江、淮、两浙、福建等七路实行复榷制，确立了以引榷茶的茶引法。二年（1103年），鑄當十大錢以及“当二”、“当五”夹锡钱。三年，蔡京建議宋徽宗設置漏澤園，以官地收葬無主及窮乏骸骨。由於宋徽宗對蔡京恩寵有加，將公主茂德帝姬嫁給他兒子蔡鞗，結成親家。
徽宗政和三年（1113年）创行盐引法，以官袋装盐，並限定斤重。盡改鹽法和茶法。蔡京主持大規模的經濟改革，以強化禁榷制、改革幣制、完善市舶制等措施，使得政府的財政收入劇增，支撐了宋徽宗一朝對外的大規模軍事行動。蔡京的經濟改革最大的問題在與民爭利，使得商人破產、百姓困苦不堪。
蔡京创“丰亨豫大”之说，宋徽宗喜欢石头，蔡京在苏州设立“应奉局”，专门在东南一带搜尋奇花异石，工役故而繁重。钦宗即位第三日，太學生陳東上書，稱蔡京、童貫等人為“六賊”，蔡京更為六賊之首。
蔡京支持宋徽宗宣和年间对辽国的进攻，但是他反对任命童贯为主帅。其后在宣和四年进攻辽国战争中，蔡京和童贯被宋徽宗下诏指挥，但是最终战败。
蔡京长子蔡攸得徽宗恩寵，曾在他险被罢官时入宫求情保住蔡京官职，但后来蔡攸受任领枢密院事，获赐官邸后，就与蔡京各立门户，父子若仇敌。一次蔡京正在会客，蔡攸来了，蔡京让客人回避，喊蔡攸入内。蔡攸剛入坐就替蔡京把脉，说蔡京心跳太慢了，問蔡京是否有病，蔡京说没有。蔡攸就託言宫中有公事而離去。客人瞧見，便問蔡京何事，蔡京說：「這傢伙是想以我有病为由，罢我的官。」数日後，蔡京果然被迫致仕。
宣和七年，蔡京又復出政壇，蔡京另一子蔡絛擅权用事，蔡攸嫉妒，联合白时中、李邦彦告发蔡絛，竟要求徽宗将其处死。蔡攸更随同童贯上门索要辞表，逼蔡京辞职，蔡京却说：“京衰老又生病，是應該退休了，因為主上深恩未報，我不忍心辭職，這種心情二公是可以理解的。”左右见蔡京竟然连自己儿子也一并尊称为“公”都笑了。
宣和七年（1125年）十二月，钦宗即位。靖康元年（1126年）二月，责授中奉大夫、秘书省监，分司南京致仕、河南府居住。三月，责授崇信军节度副使、德安府安置。四月，移衡州，再移韶州。七月，移儋州。是月，病死於潭州（今湖南長沙）城南五里东明寺，遂草殡於观音殿。南宋乾道四年（1168年），蔡京後裔把其骸骨遷回仙遊楓亭故里今莆田仙遊縣楓亭鎮溪南村安葬。
蔡京生于庆历丁亥年壬寅月壬辰日辛亥时（庆历七年正月十七日晚上21点到23点间），往後他得勢時在其生日之際，天下郡国皆贡献禮物，号“生辰纲”。蔡京祖某、父准及京，皆以七月二十一卒，三世同忌日。蔡京死后四十二年迁葬，皮肉消化已尽，独心胸上隐起一“卍”字，高二分许，如镌刻所就。

## 書法
蔡京工書法，初与其弟蔡卞學蔡襄书法，中进士官授钱塘县尉时因神宗喜爱徐浩书法，当时士大夫纷纷学之，蔡京也与被贬在钱塘的苏轼一同学习徐浩书法，後學沈傳師、歐陽詢，“字勢豪健，痛快沉著。迨紹聖間，天下號能書，無出公之右者。”接著又学二王（王羲之父子），最终自成一家、为海内所宗，米芾曾表示自己的书法不如蔡京；此外蔡京極善臨摹，其臨摹水平可與原版如出一轍。北宋有「蘇、黃、米、蔡」四大書法家，蔡原為蔡京，但後世認為蔡京人品奸惡，遂改為蔡襄。

## 正面評價

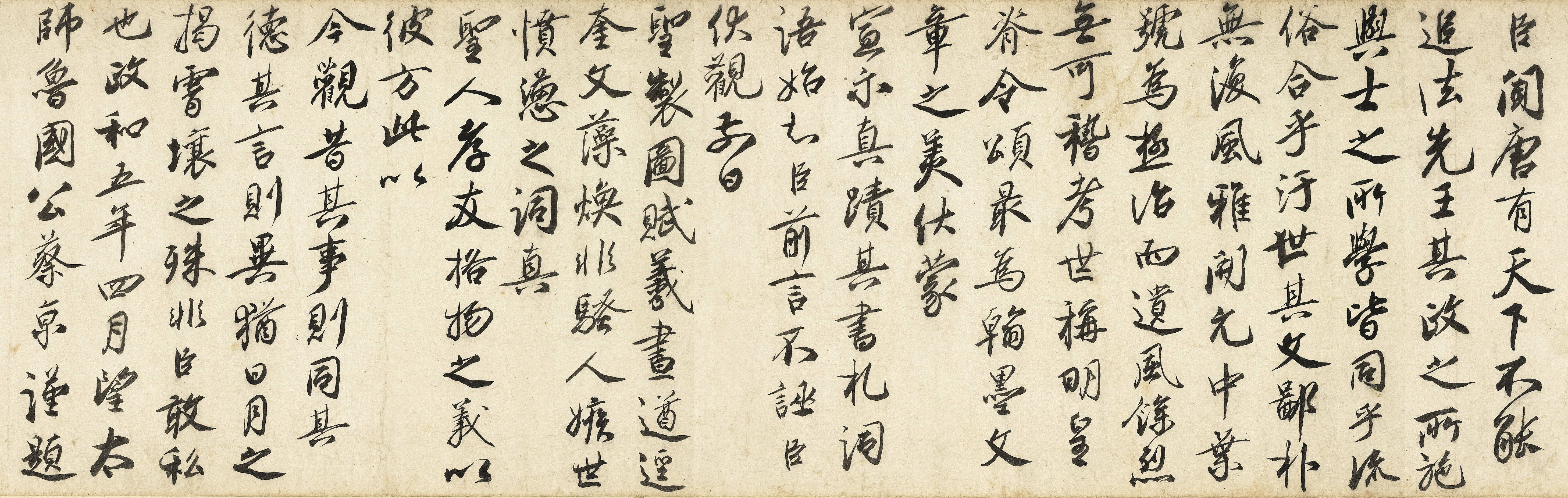
蔡京书《鹡鸰颂跋》

蔡京的藝術天賦極高，素有才子之稱，在書法、詩詞、散文等各個藝術領域均有輝煌表現。存世書跡有《草堂詩題記》、《節夫帖》、《宮使帖》。 蔡京和其弟弟蔡卞（王安石的女婿）都是王安石變法的堅決擁護者和得力幹將。在宋神宗的支持下，王安石變法順利推行，青苗法、募役法、方田均稅法、農田水利法、保甲法等一一面世。
蔡京死后，其门人吕川卞老（吕辨）醵钱以葬，曾为蔡京寫墓志，有“天宝之末，姚、宋何罪”之句，指後人不會將唐玄宗末年發生的安史之亂責任歸咎於唐玄宗初年的賢相姚崇和宋璟，呂川卞認為金兵入侵亦不能全归罪于蔡京。南宋人叶适说：“宋财赋之入比唐增倍，熙丰以后又增数倍，‘而蔡京变钞法，以后比熙宁又再倍矣。’”明代初年設立盐法，“置局设官，令商人贩鬻”。都是蔡京盐法的延伸。王夫之亦稱：“方腊之反，殴之者朱动花石之扰，非新法迫之也。”
宋孝宗即位，令蔡京於逝世35年後與岳飛等在同一詔書平反昭雪。岳飛追諡武穆、追贈太師；蔡京恢复原職，并追贈魯國公。

## 負面評價
《宋史》将蔡京列入《奸臣传》，大加贬斥。认为在位期间为朝廷搜刮民间财富，导致大量民众破产。并且贪污腐败，贩卖官职，导致朝政败坏；他见利忘义到了甚至和自己的兄弟、儿子都形同陌路的地步。
在民間對蔡京的印象相當惡劣，将其列入六贼之一，曾流传这样的歌谣：“打破筒（童貫），泼了菜（蔡京），便是人间好世界。” 民间传说中，蔡京是在潭州被当地居民拒绝贩卖食物后饿死。
蔡京参与制定了导致北宋灭亡重要因素之一的海上之盟。

## 民間藝術
- 《水滸傳》
- 《水滸後傳》

## 诗词作品
- 《送蔡攸征燕》

老懒身心不自由，封书寄与泪横流。
百年信誓当深念，三伏征途盍少休。
目送旌旗如昨梦，心存关塞起新愁。
缁衣堂下清风满，早早归来醉一瓯。
- 《题御制听琴图》

吟徵调商灶下桐，松间疑有入松风。
仰窥低审含情客，似听无弦一弄中。
- 《西江月·八十一年往事》

八十一年往事，四千里外无家。如今流落向天涯，梦到瑶池阙下。
玉殿五回命相，彤庭几度宣麻。止因贪此恋荣华，便有如今事也。

《送郝玄明使秦一首》
送君不折都门柳，送君不设阳关酒。
惟取西陵松树枝，与尔相看岁寒友。

## 家族
父
蔡准，官位为侍郎。葬在杭州临平山。育有兩子：長子蔡京，次子蔡卞。
弟
蔡卞。是王安石女婿，官至枢密使，擢尚书左丞，封为少保。
子女
蔡京生有八子，有六子五孙均是学士。
- 長子，蔡攸（1077年—1126年），字居安，曾任宋朝领枢密院事，后与蔡京不睦。靖康元年（1126）赐死。
- 次子，蔡鯈（音同條），早卒。
- 三子，蔡翛（音同消），曾任宋朝礼部尚书、保和殿大学士，靖康元年（1126）赐死。
- 四子，蔡（音同濤），字约之，官至徽猷阁待制，後貶死於白州。
- 五子，蔡鞗（音同條），迎娶宋徽宗的女儿茂德帝姬赵福金为妻，成为驸马。官宣和殿待制。靖康元年因為靖康之變隨妻子被掳至金国，著有《北狩行录》。
- 七子，蔡脩，靖康元年与父在潭州崇教寺暴病而亡。

## 延伸阅读
[在维基数据编辑]
 在维基文库阅读此作者作品（ 在维基共享资源阅览影像）
 《宋史·卷472》，出自脱脱《宋史》

### 引用
1. ↑  . : 利集.
2. ↑  《重刊兴化府志·蔡京传》记载，蔡京“调钱塘尉，舒州推官，累迁起居郎。使辽还，拜中书舍人。时弟卞已为舍人，故事入官以先后为序，卞乞斑京下，兄弟同掌书命，朝廷荣之”。
3. ↑  《铁围山丛谈》写道：“王舒公介甫，熙宁末复坐政事堂，每语叔父文正公曰：‘天不生才且奈何！是孰可继吾执国柄者乎？’乃举手作屈指状，数之曰：‘独儿子也。’盖谓元泽。因下一指，又曰：‘次贤也。’又下一指，即又曰：‘贤兄如何？’谓鲁公。则又下一指，沉吟者久之，始再曰：‘吉甫如何？且作一人。’遂更下一指，则曰：‘无矣。’当是时，元泽未病，吉甫则已隙云。”
4. ↑  弘治《重刊兴化府志·蔡京传》说：司马光執政後，复差役法，为期五曰，“京独如约，悉改畿县差役，无一违者。诣政事堂，白光，光喜曰：‘使人人奉法如君，何不可行之有？’已而，台谏言京挟邪坏法。出知成德军…”
5. ↑  《宋史·食货志下二·钱币》记：崇宁二年，“五月始令陕西及江、池、饶、建州，以岁所铸小平钱增料改铸当五大铜钱，以‘圣宋通宝’为文。继而并令舒、睦、衡、鄂钱监用陕西式铸折十钱。”這些制度隨蔡京的起霸，時罷時復。陈均《九朝编年纲目备要》载：崇宁二年五月，宋廷“令江、池、饶、建、舒、睦、衡、鄂八州将每年上供小平钱减万数增例铸当五大铜钱，其背铸“当五”二字。”《宋史·食货志下二·钱币》记：“蔡京复得政，条奏广、惠、康、贺、衡、鹗，舒州昨铸夹锡钱精善，请后铸如故。广西、湖北、淮东如之。且令诸路以铜钱监复改铸夹锡，遂以政和钱式颁焉。”
6. ↑  《宋会要》食货二五之二四称：“崇宁初，罢官，卖盐以利天下……行之二十余年，客人有倍称之息，小民无抑配之害。至于亿万之利。”“异时一日所收不过二万缗则已，诧其太多，今日之纳乃常及四五万贯。”
7. ↑  《宋史》记载:“是时天下财用岁入，有御前钱物、朝廷钱物、户部钱物，其措置裒敛、取索支用，各不相知。天下财赋多为禁中私财，上溢下漏，而民重困。”朱熹《朱子語類》卷130亦提及蔡京的鹽鈔法，造成“鈔法之行，有朝為富商，暮為乞丐者。”王明清《挥麈后录》记载当时商人：“家财荡尽，赴水自缢，客死异乡。孤儿寡妇，号泣吁天者，不知有几千万人。”
8. ↑  . : 卷36.：“蔡京、童贯力主之，以图取燕”
9. ↑  . : 卷2.：“是年三月，诏童贯、蔡京攻辽，败绩”
10. ↑  赵与时《宾退录》卷五：“蔡京、蔡攸父子俱贵，权势日相轧，轻薄者互煽摇以立门户，由是父子遂为仇敌。攸别赐第，尝诣京，京方与客语，使避之，而呼攸入。甫就席，遂起握父手为切脉状，曰：“大人脉势舒缓，体中得无有疾乎？”京曰：“无之。”攸曰：“禁中适有公事，不得留。”遂去。客窃窥得其事，以问京。京曰：“君不解此，此辈欲以吾疾罢我也。”居数日，京果致仕。又以季弟绦钟爱于京，数白徽宗，请杀之。徽宗曰：“太师老矣。”不许，但削绦官而已。此四臣者，卒皆贻家国之祸。”
11. ↑  《续资治通鑑》卷九十五
12. ↑  徐梦莘《三朝北盟会编》巻四十九：“蔡京于德安府被南迁之命，七月甲申到潭州。据随行干当人魏觌状：蔡京鄂州扶疾前来潭州，沿路大暑，愈觉羸困，昏卧不省，粥食不进，乞差医职前来看治。州差医助教谭从义、易缓看医。是日，管押官修武郎监德安府税赵康转申：蔡京於此日为患身故。州差保义郎城东巡检王从礼、迪功郎长沙县权县事董陟前去审实，得在崇教寺因患身故。州司於崇教寺之侧拘葬。”王明清《挥尘后录》记载：“初，元长之窜也，道中市食饮之物，皆不肯售，至于辱骂，无所不至，遂穷饿而死”。
13. ↑  据郑秋鉴、吴松江《蔡京史事年表》说：“宋孝宗乾道三年（1167），蔡京死后42年，蔡京骸骨由潭州（长沙）迁葬仙游连江里（枫亭）埔缝村。”
14. ↑  陶家仪《书史会要》曾引当时评论者的话说；“其字严而不拘，逸而不外规矩，正书如冠剑大人，议于庙堂之上；行书如贵胄公子，意气赫奕，光彩射人；大字冠绝占今，鲜有俦匹。”
15. ↑  《鐵圍山叢談》
16. ↑  王芝于至元二十八年（1291年）跋蔡襄《洮河石砚铭》墨迹中说：“右为蔡君谟所书《洮河石砚铭》，笔力疏纵，自为一体，当时位置为四家。窃尝评之，东坡灏流转神色最壮，涪翁瘦硬通神，襄阳纵横变化，然皆需以放笔为佳。若君谟作，以视拘牵绳尺者，虽亦自纵，而以视三家，则中正不倚矣。”《水浒传》第三十九回说：“吴用已思量心里了。如今天下盛行四家字体，是苏东坡、黄鲁直、米元章、蔡京四家字体。苏、黄、米、蔡，宋朝‘四绝’。”王绂在《书画传习录》卷三中说：“世称宋人书，则举苏、黄、米、蔡，蔡者谓蔡京也，后世恶其为人，乃斥去之，而进端明书焉。端明（蔡襄）在苏、黄前，不应元章（米芾）之后，其为京无疑矣。”
17. ↑  . www.chinanews.com.cn.   [2022-06-10]. （原始内容存档于2022-06-20）.
18. ↑  《水心集》卷4《财总论二》
19. ↑  蔡氏宗親網. . 蔡氏宗親網.   [2020-05-13]. （原始内容存档于2021-04-13）.
20. ↑  《宋史》評價：“京天資凶譎，舞智御人，在人主前，顓狙伺為固位計，始終一說，謂當越拘攣之俗，竭四海九州之力以自奉。帝亦知其奸，屢罷屢起，且擇與京不合者執政以柅之。京每聞將退免，輒入見祈哀，蒲伏扣頭，無復廉恥。燕山之役，京送攸以詩，陽寓不可之意，冀事不成得以自解。見利忘義，至於兄弟為參、商，父子如秦、越。暮年即家為府，營進之徒，舉集其門，輸貨僮隸得美官，棄紀綱法度為虛器。患失之心無所不至，根株結盤，牢不可脫。”
21. ↑  郝, 水; 曾, 宪录; 朱, 筱娟; 宋, 朝霞. . Chinese Science Bulletin. 2004-06-01, 49 (11). ISSN 0023-074X. doi:10.1360/csb2004-49-11-1031.
22. ↑  . www.lnsjcy.com.   [2022-06-10]. （原始内容存档于2019-12-31）.
23. ↑  . www.chinanews.com.cn.   [2022-06-10]. （原始内容存档于2022-06-17）.